# KDS Sedlčany – nožířské výrobní družstvo
KDS Sedlčany – nožířské výrobní družstvo je firma založená 27. prosince 1950 v Sedlčanech sloučením dvou původních výrobců nožířského zboží. Společnost pod tímto názvem vznikla 1. ledna 1951.
Firma se od svého počátku zabývá výrobou nožů, nůžek a jiných podobných nástrojů pro domácnost.

## Historie
Nožířství na Sedlčansku má dlouholetou tradici. Ještě před koncem 19. století bylo v Sedlčanech známé Rebcovo nožířství. Kromě nožů začala firma po 1. světové válce vyrábět i žiletky. V nedalekém Benešově působila nožířská firma Vladimíra Říhy. Obě soukromé firmy vyráběly až do roku 1950. Po roce 1948 režim nepřál soukromému podnikání. Proto se oba nožíři rozhodli v roce 1950 skončit se svým podnikáním. 27. prosince 1950 se v Sedlčanech sešla ustavující valná hromada 27 zakládajících členů Oblastního lidového kovodružstva. Založené družstvo převzalo od obou firem veškeré vybavení, výrobní programy včetně zásob materiálu.